# 岩参
岩参（学名：Piper pubicatulum）是胡椒科胡椒属的植物。分布于越南以及中国大陆的云南等地，生长于海拔800米至1,050米的地区，多生在密林中、坡地疏林、沟谷和石壁，目前尚未由人工引种栽培。